# Kostel svatého Mikuláše (Březová)
Kostel svatého Mikuláše je barokní římskokatolický farní kostel římskokatolické farnosti Březová u Vítkova, který se nachází na katastrálním území obce Březová v okrese Opava. V roce 2006 byl Ministerstvem kultury České republiky prohlášen kulturní památkou České republiky.

## Historie
Dřevěný kostel v Březové stál už asi na konci 13. století. V roce 1412 byl v Březové jmenován probošt Štěpán. V roce 1691 dřevěný kostel vyhořel po úderu bleskem. Na místě zničeného kostela byl v letech 1692–1694 Jiřím Kryštofem II. Pruskovským z Pruskova postaven nový zděný kostel bez věže. Barokní kostel měl rozměry 18 × 10,5 m, stavitelem byl pravděpodobně Michael Josef Klein, který se podílel na výstavbě jezuitského olomouckého kostela Panny Marie Sněžné. Věž byla dostavěna v roce 1768 a nad vchodem byl umístěn erb patronů kostela a majitelů hradeckého panství rodu Pruskovských z Pruskova.
V letech 1862–1864 byl kostel rozšířen o kněžiště a sakristii a jeho délka se zvětšila na 37 m. Do hlavního oltáře byly uloženy ostatky svaté Christiny, sv. Fausta, sv. Diodora a blahoslaveného Jana Sarkandra. Po přestavbě byl kostel a hlavní oltář 8. září 1865 nově vysvěcen kardinálem Bedřichem z Fürstenberka.
V roce 1919 byla položena nová dlažba a kostel byl vymalován akademickým malířem Zapletalem z Mariánských Hor a obnoven akademickým sochařem Drahošem z Ostravy. V roce 1930 byla do kostela zavedena elektřina. V závěru druhé světové války od 28. do 30. dubna 1945 probíhaly osvobozovací boje Březové. V této době byla sestřelena báň věže a kostel byl vážně poškozen. Jeho opravy proběhly v letech 1945–1949. Jak byly získány finanční prostředky (odhad činil 900 000 Kč) se nepodařilo zjistit. V roce 1955 byl kostel vymalován ostravskými malíři Antonínem Hanušem, Josefem Drhou, Josefem Nevřivou a Antonínem Stoklasou; Josef Drha namaloval obrazy čtyř evangelistů a Beránka ve středu vítězného oblouku. V roce 1966 byly na věž namontovány nové hodiny na elektrický pohon od firmy Dvořák z Vyškova. V roce 1993 byla položena nová střešní krytina, v roce 1999 bylo zavedeno plynové osvětlení a zvětšena kruchta. V roce 2003 proběhla rekonstrukce interiéru a výmalba.
V roce 2003 byla odcizena z bočního oltáře svatého Josefa dřevěná soška anděla a další sošky a hlavičky z kazatelny. Tři sochy se po dopadení zlodějů vrátily. Socha anděla byla nalezena až v Itálii a vrácena zpět v roce 2012.

## Architektura

#### Exteriér
Kostel je jednolodní orientovaná zděná omítaná stavba na půdorysu obdélníku s odsazeným protáhlým polygonálně uzavřeným kněžištěm. Na severní straně kněžiště je přistavěna čtyřboká sakristie s oratoří v patře. V ose západního průčelí předstupuje hranolová věž ukončena cibulovou střechou s lucernou. Po pravé straně věže je přístavek se samostatným vchodem krytý pultovou střechou. V ose věže je hlavní vchod s pískovcovým portálem s uchy, kapkami a prolomeným frontonem, nad nímž je reliéfní štít s rodovým znakem Pruskovských z Pruskova. Fasáda je členěna zaomítanou podezdívkou, barevnými lizénovými rámy a korunní římsou. Střecha je sedlová.
Před kostelem stojí socha Panny Marie Bolestné a kříž s ukřížovaným Kristem z roku 1864.

### Interiér
Vstupní předsíň v podvěží má křížovou klenbu. Kruchta je nesena dvěma kanelovanými pilíři a dvojicí přízedních pilastrů, které jsou ukončeny jednoduchou římsou, na které nasedají stlačené oblouky. Loď je zaklenuta valenou klenbou na pasech, které jsou neseny přízedními pilastry s římsovými hlavicemi. Mezi lodí a kněžištěm je vítězný oblouk. Sakristie a oratoř mají plochý strop. Oratoř je otevřená do kněžiště dvojicí otvorů s půlkruhovým záklenkem a společným dělicím sloupkem a na konzolkách nesenou římsou.
Interiér byl doplňován v průběhu celého trvání kostela. Barokní kazatelna pochází z roku 1706, křtitelnice z roku 1722, hlavní oltář z roku 1752. Boční oltář svatého Josefa je roku 1724 a Panny Marie Pomocné z roku 1727. V roce 1759 byl B. Stützerem postaven nový hlavní oltář, nákladem Jiřího Wolfa, převora augustiniánského kláštera ve Fulneku. Sochařská a malířská výzdoba hlavního oltáře byla dokončena v roce 1772. Obraz svatého Mikuláše namaloval pro hlavní oltář opavský malíř Ignác Günther, jemuž se připisuje i autorství 14 obrazů Křížové cesty. Roku 1786 byl pořízen nový kalich a nová monstrance je z roku 1792. Boční oltáře byly obnoveny a nově vysvěceny v roce 1919 olomouckým světícím biskupem Karlem Wisnarem. Původní rokokový tabernákl s řezbou emauzských učedníků s mensou hlavního oltáře z roku 1860 je v zadní části kostela a používá se jako Boží hrob.

### Varhany
První barokní varhany byly pořízeny v roce 1709 a další v roce 1830. Ty byly nahrazeny novými v roce 1906 zakoupené od varhanářské firmy Karel Neusser z Nového Jičína. Varhany mají dva manuály a patnáct rejstříků. V roce 2000 byly opraveny a naladěny.

## Zvony
První zvon Ježíš Nazaretský pocházel z roku 1792 a měl hmotnost 200 kg. V roce 1849 byl pořízen zvon Jan Křtitel o hmotnosti 755 kg, který pro své velké rozměry a hmotnost nebyl na věž nikdy zavěšen, a umíráček svatá Barbora. V roce 1901 byl pořízen zvon svatý Mikuláš o hmotnosti 273 kg. Mimo umíráček byly zvony rekvírovány v době první světové války.
Další tři nové zvony byly pořízeny v roce 1928. Zvony svatý Mikuláš o hmotnosti 502 kg, Panna Maria o hmotnosti 314 kg a Svatá Rodina o hmotnosti 217 kg byly ulity zvonařskou firmou Buřil a Riss v Kuklenách. Tyto zvony byly rekvírovány v době druhé světové války.
Na základě povolení vydaného 2. dubna 1970 byly pořízeny nové tři zvony od firmy Franz Schilling und Sohn z Apolda z NDR. V květnu 1970 byl sundán z věže zvon svatá Barbora z roku 1849 a rozebrána dřevěná zvonová stolice. Ve věži byl zhotoven železobetonový strop a kovová zvonová stolice. Nové zvony svatý Mikuláš, Panna Marie, Svatá rodina a svatá Barbora byly posvěceny 15. listopadu 1970 olomouckým metropolitním kanovníkem Otakarem Trlíkem. V roce 1971 byly zvony opatřeny elektrickým pohonem.

## Památný strom
Před vchodem do kostela roste památná lípa velkolistá vysazena v roce 1698. Památným stromem se stala v roce 1986. Její obvod ve výšce 1,3 m je 5,10 m, výška stromu je 22 m.

## Galerie

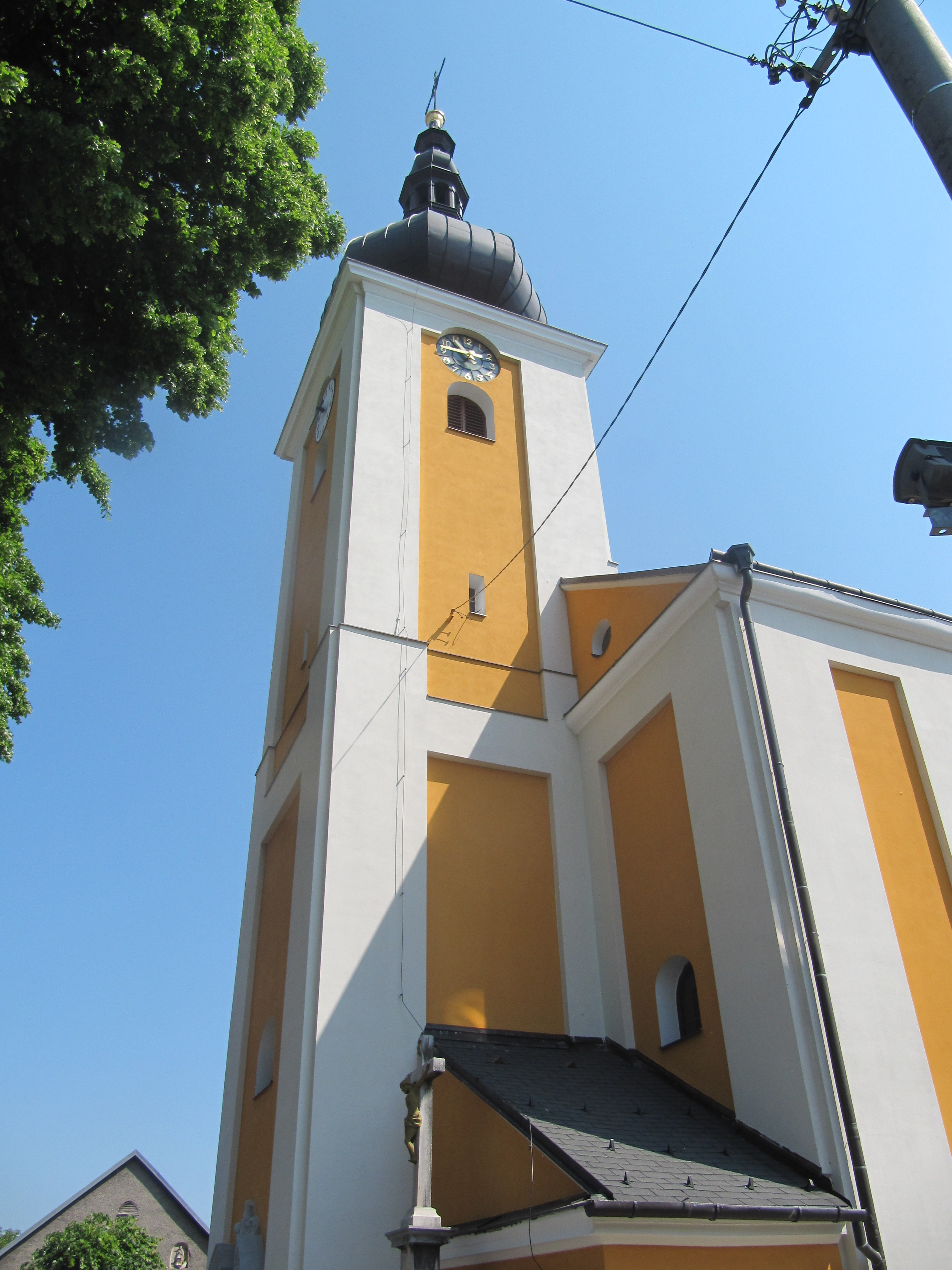
Věž
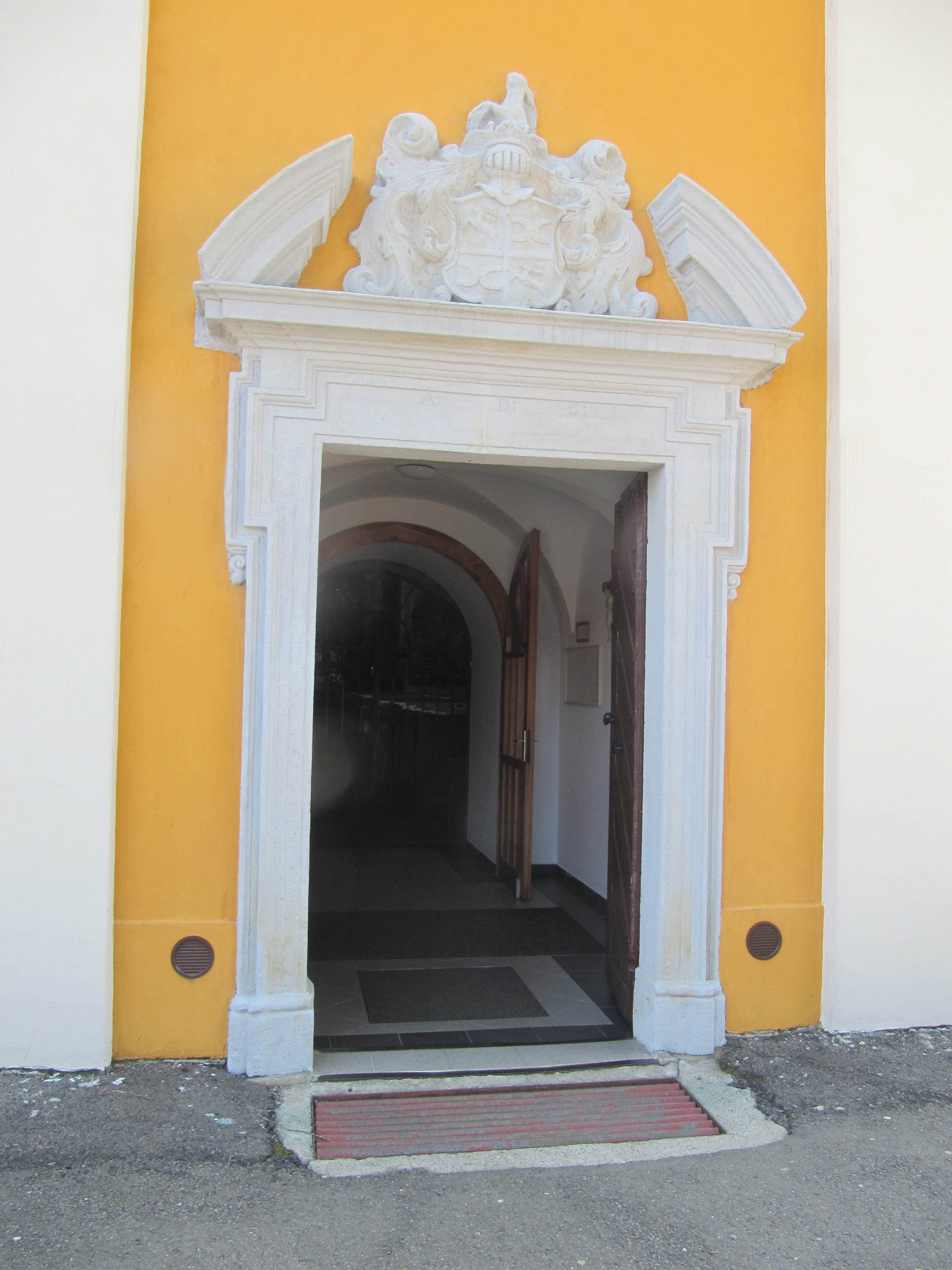
Hlavní vstupní portál
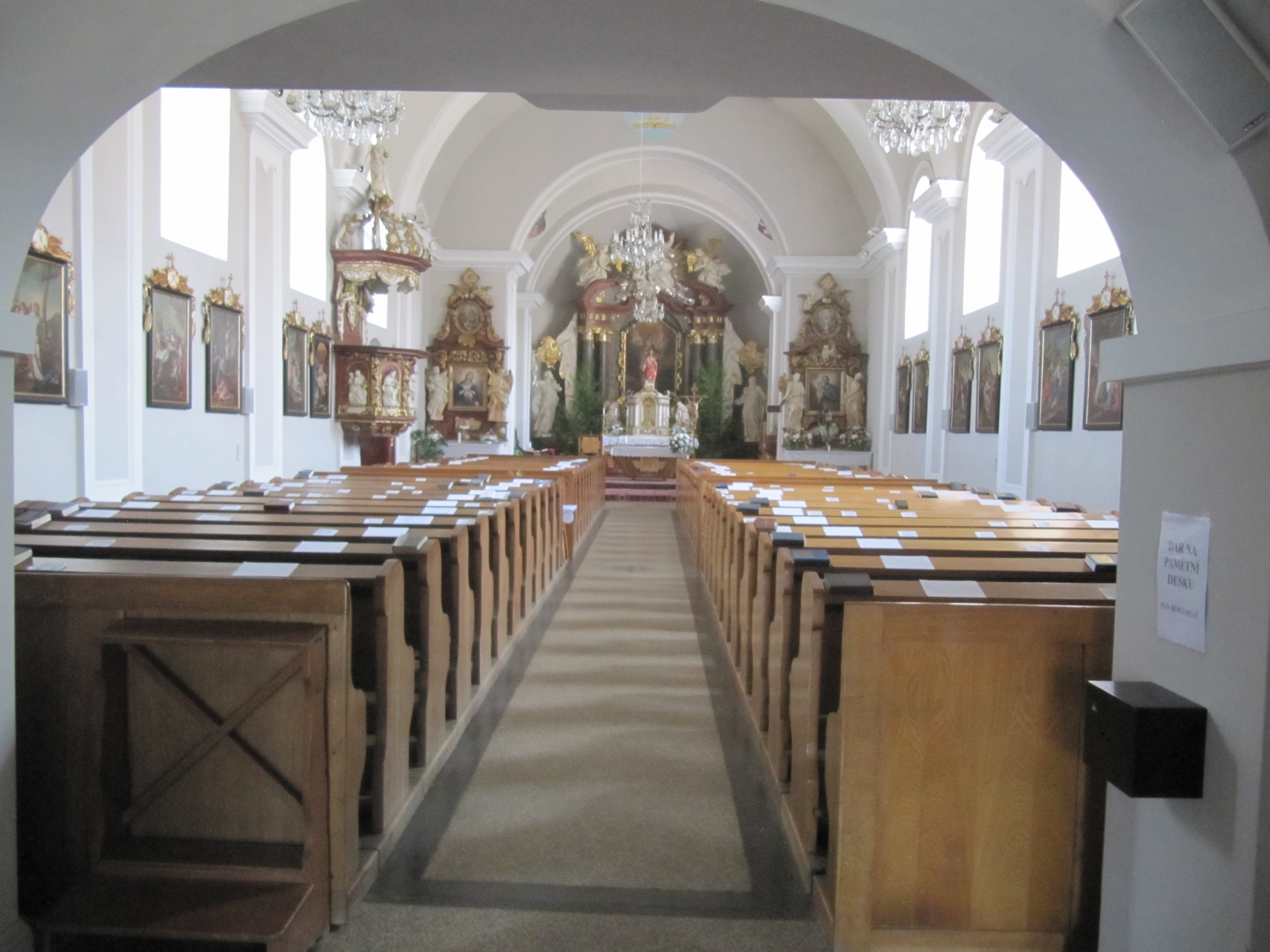
Interiér